# Área de Conservação da Paisagem de Aela
A Área de Conservação da Paisagem de Aela é um parque natural situado no condado de Harju e Rapla, na Estónia.
A sua área é de 3662 hectares.
A área protegida foi designada em 1981 para proteger os maciços de turfeiras de Aela-Viirika. Em 2007, a unidade de conservação foi reformulada como área de preservação paisagística.